# Família Metz
La família Metz és una família de Luxemburg que va tenir un paper prominent en la política i la indústria en la meitat i finals del segle xix i principis del segle xx. El cap de família va ser Jean Metz, que va tenir nou fills. Aquesta segona generació va incloure Auguste Metz, Charles Metz i Norbert Metz, que van ser líders polítics liberals durant les primeres etapes de la independència de Luxemburg, a la meitat del segle xix. Aquests tres germans van contribuir a definir la vida política i econòmica luxemburguesa a mitjan segle xix, i alguns dels seus fills també van ser líders polítics i industrials.
Membres de la família Metz també es van casar amb altres famílies famoses i poderoses de Luxemburg, com les famílies Le Gallais, Vannérus, Laval i Laeis.

## Arbre familiar
A continuació es mostra un arbre genealògic parcial, on es troben alguns dels membres més prominents de la família. Les persones tenen el cognom Metz menys que s'indiqui el contrari.